# 燃える恋
『燃える恋』（もえるこい、ドイツ語: Brennende Liebe）作品129は、ヨーゼフ・シュトラウスが作曲したポルカ・マズルカ。『灼熱の恋』とも。演奏時間はおよそ5分。

## 解説

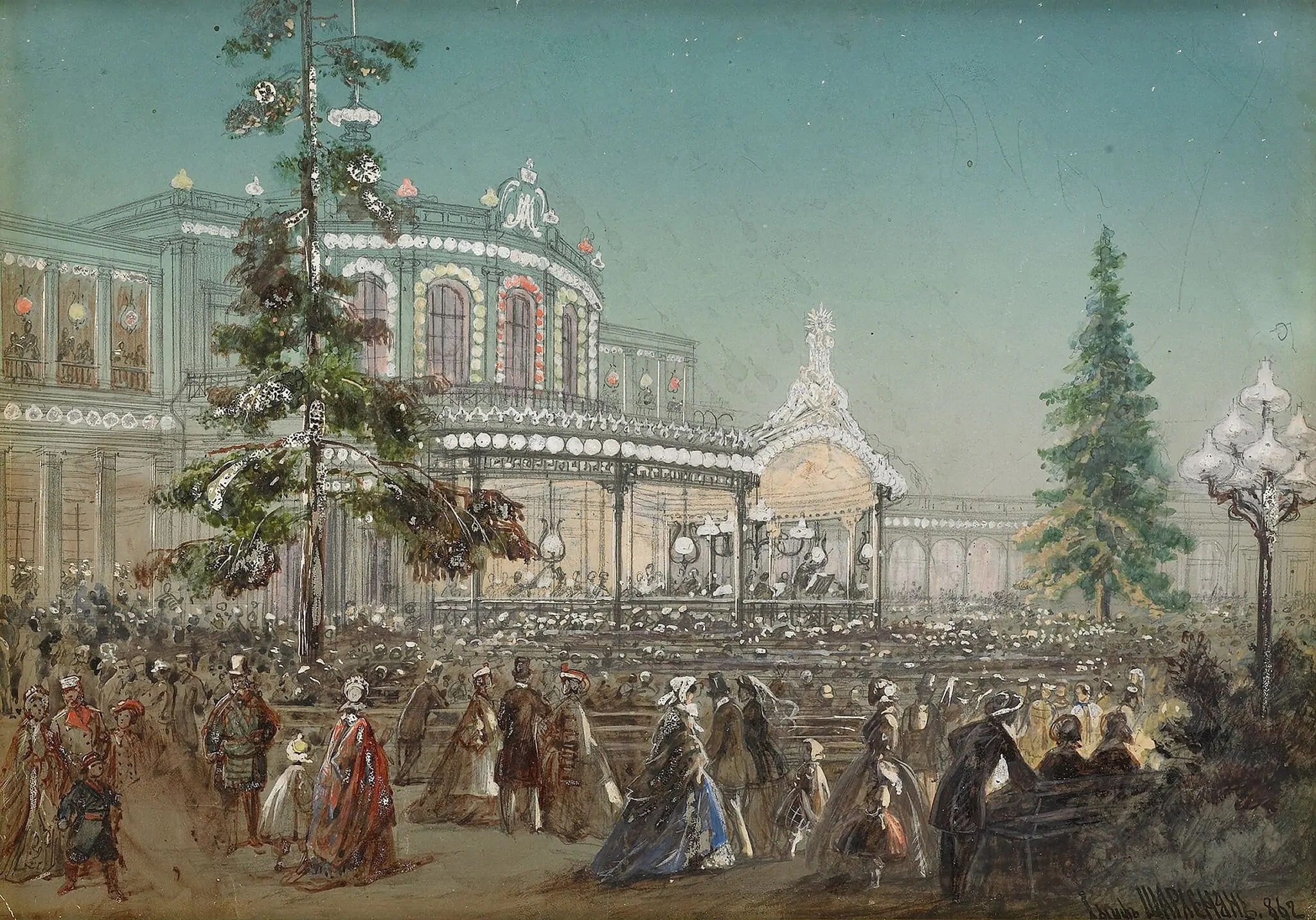
パヴロフスク駅でのコンサートを題材とした絵画（1862年作）

1856年、ヨハン・シュトラウス2世はロシア帝国の鉄道会社と契約を結び、毎年夏になるとパヴロフスクの駅舎で演奏会を催すようになった。1862年4月、ヨハン2世は7回目となるパヴロフスク訪問をしたが、8月頃にウィーンのシュトラウス一家のもとに、ヨハン2世が現地で体調を崩したという知らせが届いた。そのため、ヨハン2世の弟ヨーゼフ・シュトラウスが病身となった兄の代理を果たすためにロシアに急行することになった。
ロシアでヨーゼフは兄に面会したが、ヨハン2世に病気らしい様子はみられず、兄はその4日後に突然ウィーンへの帰路についた。そしてヨハン2世はウィーンに戻るとただちに、恋人ヘンリエッテ・チャルベツキーとの結婚の準備に取りかかった。8月6日、ヨーゼフは妻カロリーネに「兄は医師や教授らすべての人をかついだのです」と手紙をしたためている。
| 「 | ハスリンガーさん、まんまとかつがれましたね。明朝7時、わが家までご足労あれ。1時間後にやる私の結婚式への介添え人になるためにね。（ウィーンに戻ったヨハン2世が出版業者カール・ハスリンガーに出した手紙、8月26日付） | 」 |

兄がウィーンに帰ったとなると、ヨーゼフは否応なしにそのまま代理としてロシアに留まらざるを得ない。こうして1862年のシーズンの残りは、ヨーゼフが兄の代理としてパヴロフスク駅舎での仕事を引き継ぐことになった。最愛の妻カロリーネをウィーンに残して、ヨーゼフは夏のシーズンを一人きりで過ごさなければならなくなった。この『燃える恋』は、まさにその1862年にロシアの地で作曲されたものである。

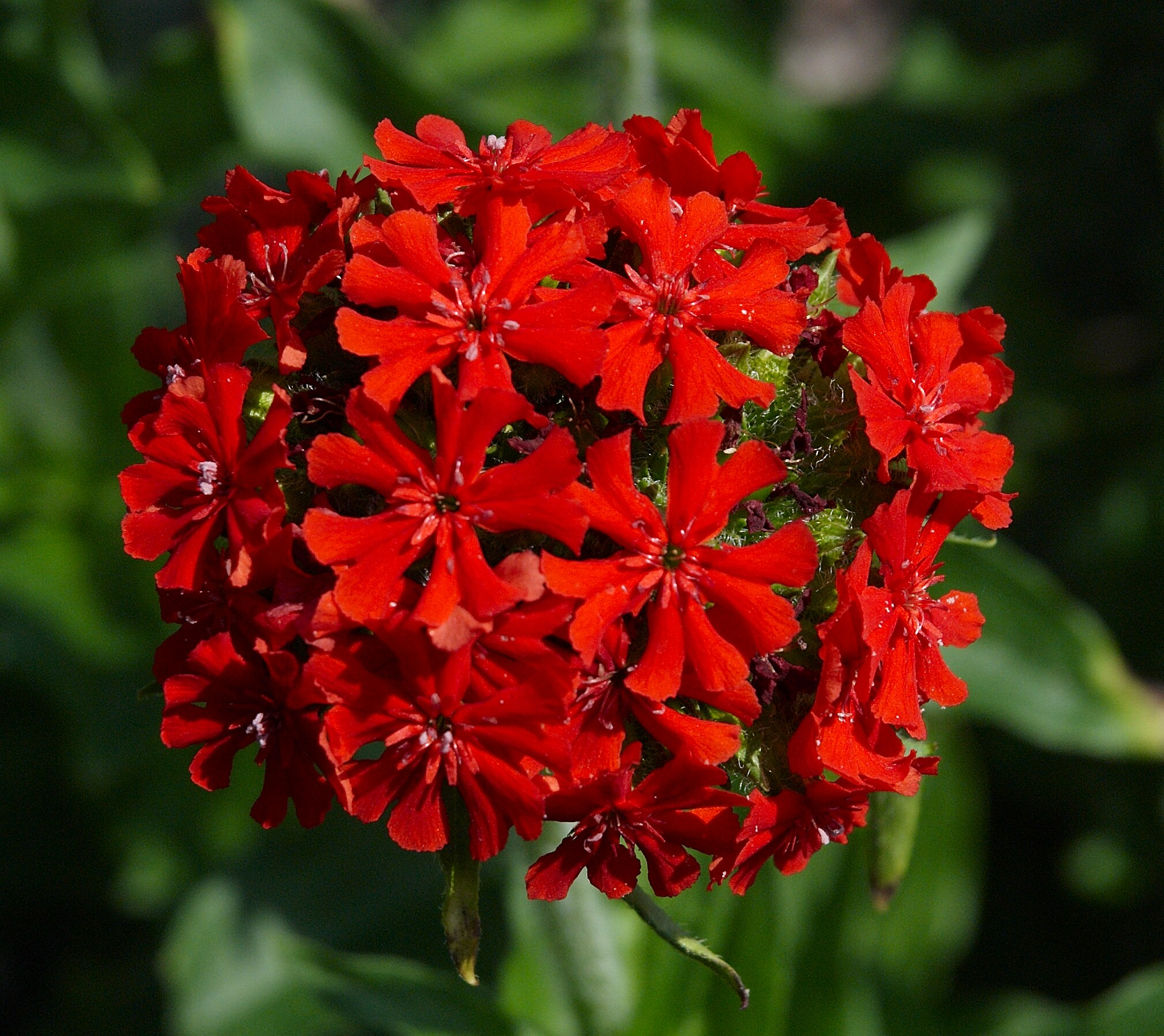
de:Brennende Liebe

『燃える恋』という題名について一般的に言われるのは、ウィーンに残してきた愛する妻カロリーネのことを想い、離ればなれになってしまった切なさや深い愛情を表現した、という説である。しかし、他にもヨハン2世が突然結婚に踏み切ったことを指しているという説もある。また、弟のエドゥアルト・シュトラウス1世も当時マリア・クレンカールトとの恋に夢中であり、翌1863年1月8日に結婚している。原題の「Brennende Liebe」とは、真紅の花を咲かせる仙翁のことでもあるが、当時のヨーゼフの周囲はまさに燃えるような恋の花盛りであった。
この曲についての確かな情報は、1862年11月9日にウィーンの「シュペール」で初演されたということのみである。楽譜に「schmerzvoll（痛みを伴う）」と書かれていることから、おそらく妻との別離の苦しみを表したとする説が正しいと考えられている。

## ニューイヤーコンサート
ウィーンフィル・ニューイヤーコンサートへの登場は以下の通りである。
- 1952年 - クレメンス・クラウス指揮
- 1962年 - ヴィリー・ボスコフスキー指揮
- 1968年 - ヴィリー・ボスコフスキー指揮
- 1978年 - ヴィリー・ボスコフスキー指揮
- 1984年 - ロリン・マゼール指揮
- 1988年 - クラウディオ・アバド指揮
- 2012年 - マリス・ヤンソンス指揮
  - 画家グスタフ・クリムトの生誕150周年であった2012年には、彼の代表作『接吻』の前でのバレエシーンが放映された。演奏の始まりと終わりの場面では、絵画の構図が実写で再現された。（撮影場所はベルヴェデーレ宮殿）

- クリムトの『接吻』
- 『接吻』の前でのバレエ
- 『接吻』の再現